# Microcnemum
Microcnemum is een geslacht uit de amarantenfamilie (Amaranthaceae). Het geslacht telt een soort die een disjunct verspreidingsgebied kent. De soort komt voor in Spanje en daarnaast van in Turkije tot in Iran.

## Soorten
- Microcnemum coralloides (Loscos & J.Pardo) Font Quer

... · 
Achyranthes · 
Aerva ·
Alternanthera ·
Amaranthus (Amarant) · 
Atriplex (Melde) · 
Axyris · 
Bassia (Zoutkruid) · 
Beta (Biet) · 
Blitum (Spiesganzenvoet) · 
Celosia · 
Chenopodium (Ganzenvoet) · 
Corispermum (Vlieszaad) · 
Dysphania · 
Halimione (Zoutmelde) · 
Halocnemum · 
Halothamnus · 
Haloxylon · 
Kochia · 
Krascheninnikovia · 
Polycnemum (Knarkruid) · 
Patellifolia · 
Ptilotus · 
Pupalia ·
Salicornia (Zeekraal) · 
Salsola (Loogkruid) · 
Spinacia · 
Suaeda · 
Traganum · 
...